# Sojus 40
Sojus 40 ist die Missionsbezeichnung für den  am 14. Mai 1981 gestarteten
Flug eines sowjetischen Sojus-Raumschiffs zur sowjetischen Raumstation Saljut 6. Es war der 17. Besuch eines bemannten Sojus-Raumschiffs bei dieser Raumstation und der 64. Flug im sowjetischen Sojusprogramm. 

## Besatzung

### Hauptbesatzung
- Leonid Popow (2. Raumflug), Kommandant
- Dumitru Prunariu (1. Raumflug), Bordingenieur ( Rumänien)

Popow war erst sieben Monate zuvor von einem halbjährigen Aufenthalt an Bord von Saljut 6 zurückgekehrt.

### Ersatzmannschaft
- Juri Wiktorowitsch Romanenko, Kommandant
- Dumitru Dediu, Bordingenieur ( Rumänien)

## Missionsüberblick
Sojus 40 brachte die neunte Interkosmos-Besatzung (zugleich die zehnte Besuchsmannschaft Saljut 6 EP-10) zur Raumstation Saljut 6. Sie besuchte dort die 6. Stammmannschaft (Saljut 6 EO-6) Wladimir Kowaljonok und Wiktor Sawinych, die mit Sojus T-4 gestartet war. 
Sojus 40 war das letzte Raumschiff, das mit der Station Saljut 6 koppelte und zugleich das Ende der ersten Phase des bemannten Interkosmos-Programms. Der Rumäne Prunariu beobachtete vor allem das Erdmagnetfeld. Die planmäßigen Erdbeobachtungen wurden bis zur letzten Möglichkeit des Überflugs über Rumänien am letzten Tag aufgeschoben. Zu diesem Zeitpunkt testete die Mannschaft auch das Orientierungssystem der Station.
Mit diesem Flug endete auch der Einsatz des Raumschifftyps 7K-T, der durch die inzwischen erprobten Sojus T (7K-ST) ersetzt wurde.